# Марија Исабел Урутија
Марија Исабел Урутија Окоро (шп. María Isabel Urrutia Ocoró; Канделарија, 25. март 1965) бивша је колумбијска атлетичарка и дизачица тегова и први освајач златне медаље на Олимпијским играма за Колумбију. Спортску каријеру започела је као атлетичарка и на Олимпијским играма 1988. у Сеулу такмичила се у бацању диска и кугле. Освојила је неколико златних медаља у овим дисциплинама на Јужноамеричким играма и Боливарским играма. Дизањем тегова почела је да се бави 1989. године и исте године је освојила сребрну медаљу на Светском првенству. Светска првакиња постала је 1990. и 1994. Дизање тегова за жене уведено је на Олимпијским играма 2000. у Сиднеју. Марија Исабел Урутија, тада већ као тридесетпетогодишњакиња, освојила је златну медаљу у категорији преко седамдесет пет колограма. Ово је била прва златна медаља за Колумбију на олимпијским играма. По завршетку спортске каријере почела је да се бави политиком.

## Спољашњи извори
- Марија Исабел Урутија на сајту Sports-Reference.com (архивирано)